# 店子镇 (剑阁县)
店子镇，原为店子乡，是中华人民共和国四川省广元市剑阁县下辖的一个乡镇级行政单位。2018年撤乡设镇。区划代码改为510823125。

## 行政区划
店子镇下辖以下地区：
大河村、天台村、盘龙村、联盟村、元丰村、西至村、龙水村、尖山村、登高村和石岩村。